# Tiempo de tormenta
Tiempo de tormenta es una película dramática española estrenada en 2003 dirigida por Pedro Olea. Para su realización, el director ha contado con cuatro intérpretes principales: Maribel Verdú, Jorge Sanz, Darío Grandinetti y María Barranco.
En 2003 Tiempo de tormenta recibió los premios del jurado y mejor guion en el Festival de Cine de Málaga, que fue realizado por Miguel Ángel Fernández y Joaquín Gorriz, partiendo de una idea original de Alicia Giménez Bartlett.
El objetivo de Pedro Olea fue buscar la cercanía con el público humanizando el melodrama.

## Argumento
Tiempo de tormenta narra la historia de los matrimonios de Chus y Elena y de Óscar y Sara, quienes por una serie de problemas se empiezan a distanciar. Años después, sus destinos se cruzan cuando los cuatro se conocen en un hospital. Desde entonces sus vidas cambiarán para siempre.
El director define la trama de Tiempo de tormenta como el efecto narcótico del amor.

## Reparto
- María Barranco es Sara.
- Maribel Verdú es Elena.
- Jorge Sanz es Chus.
- Darío Grandinetti es Óscar.
- Mónica Randall es Begoña.
- Rafael Reaño es Marcos.
- Ramón Goyanes es Josito.
- Remedios Cervantes es Laura.
- Daniel Ruiperez es Santi.
- Natalia Pallas es Neli.
- Daniel Huarte es Goti.
- Ángel Hidalgo es Jose Luis.
- Goizalde Núñez es Lourdes.
- Farid Fatmi es Kamal.
- Juan Felipe Gallego Bayón  es Miguel.

## Rodaje y localizaciones
El rodaje de Tiempo de tormenta tuvo lugar en 2002 durante siete semanas, en Madrid.

## Premios

### Festival de Málaga
| Año  | Categoría                  | Nominados          | Resultado | Ref.  |
| ---- | -------------------------- | ------------------ | --------- | ----- |
| 2003 | Mejor guion                | Tiempo de tormenta | Ganadora  | [ 7 ] |
| 2003 | Premio Especial del Jurado | Tiempo de tormenta | Ganadora  | [ 7 ] |